# Škrticí klapka

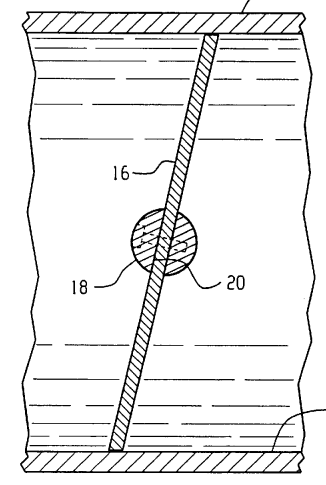
Pohled na škrtící klapku

Škrticí klapka je otočná klapka, která svým pohybem otevírá nebo uzavírá průtok potrubím. Používá se v zážehových motorech, kde reguluje množství nasávané směsi do motoru a tím umožňuje ovládání motoru. Bývá ovládána pedálem plynu. Používají ji motory s karburátorem i se vstřikováním paliva. Protože způsobuje pneumatické ztráty, bývá dnes nahrazována variabilním časováním ventilů.

## Životnost škrtící klapky
Životnost škrticí klapky není definitivně stanovena a může se lišit v závislosti na způsobu jízdy a konkrétním vozidle. Po zhruba 100-150 tisících kilometrech je škrtící klapka zanesena karbonem a různými nečistotami a je třeba ji vyčistit. Poruchu škrtící klapky může na moderních vozidlech signalizovat kontrolka EPC, týká se to především vozů Volkswagen Group. Auta, která kontrolkou EPC nejsou vybavena obvykle signalizují poruchu rozsvícenou kontrolkou motoru.
Konkrétní symptomy poruchy škrtící klapky jsou například kolísání výkonu, vyšší spotřeba paliva, špatná akcelerace a podobně. Účinným způsobem, jak prodloužit životnost škrtící klapky je její pravidelná údržba a čištění.